# 잭 팰런스
잭 팰런스(Jack Palance, 1919년 2월 18일 ~ 2006년 11월 10일)는 미국의 영화 배우이다. 본명은 Volodymyr Palahniuk이다.
우크라이나계 미국인의 집안에서 태어났다. 40년대에 복싱 선수로 생활하다, 2차 세계 대전이 발발하자 미 공군에 전폭기 조종사로 입대하여 훈장을 타기도 하였다.
1950년, 엘리아 카잔 감독의 영화 거리의 공황을 통해서 영화 배우로 데뷔하여, 데뷔하고 단 3편을 찍고 난 뒤 바로 1952년작품 《서든 피어》에 출연하여 당대의 유명 여배우 조안 크로포드 와 공연하였고, 1953년 조지 스티븐스 감독의 고전 서부 영화 《셰인》에서 주인공 셰인을 괴롭히는 새디스틱한 악당 총잡이 잭 윌슨 역을 맡아 아카데미 남우조연상 후보에 오르기도 한다.
이후 60, 70년대에는 할리우드 밖에서 주로 일하였는데, 이탈리아의 스파게티 웨스턴 장르, B급 전쟁물 등에 악당 역할로 많이 출연하였다. 그리고 영화 《셰인》으로 아카데미 남우 조연상에 노미네이트된 지 38년이 지난 후에 1991년《굿바이 뉴욕 굿모닝 내 사랑》으로 아카데미 남우조연상을 수상하였다.
2001년까지 영화에 출연하여 주로 악역을 맡았다.
2006년 11월 10일(대한민국 시간 11월 11일) 노환으로 사망했다.

## 출연 작품
- 《공격》(Attack, 1956년)
- 《바라바》(Barabas, 1961년)
- 《경멸》(Le mépris, 1963년)
- 《4인의 프로페셔널》(The Professionals, 1966년)
- 《드라큘라》(Dracula, 1973년; TV영화)
- 《배트맨》(Batman, 1989년)
- 《굿바이 뉴욕 굿모닝 내 사랑》(City Slickers, 1991년)
- 《바그다드 카페》

## 수상 경력
1952년 작품 《서든 피어》로 53년 아카데미 남우조연상 후보에 올랐고, 다음해에 조지 스티븐스 감독의《셰인》이라는 서부 영화로 54년 아카데미 남우조연상후보에 2년 연속 올랐다. 그리고 이후에 38년이 지난뒤 1991년《굿바이 뉴욕 굿모닝 내 사랑》으로 아카데미 남우조연상을 수상하였다.